# Магарашевич, Георг
Гео́ргий Магара́шевич (сербохорв. Georgije Magarašević, 22 сентября 1793, Адашевци —18 января 1830, Нови-Сад) — сербский писатель, историк, литературный критик, педагог.

## Биография
С 1811 года изучал философию в университете Пешта. После его окончания учительствовал в карловацкой гимназии. После продолжил свою преподавательскую карьеру в гимназии Нови-Сад и работал здесь до своей смерти в 1830 году.

## Творчество
Г. Магара́шевич был человеком энергичным, обладавшим литературным талантом. Большинство из его сравнительно небольшого творческого наследия посвящено историческим темам, хотя его работы имеют роль более популяризаторскую, чем  историографической важности. 
На основе историографических исследований написал «Историју најновији прикљученија» (1823), где описал наиболее важные европейские политические события с 1809 по 1821 год. В 1822 году опубликовал, не раскрывая источник, одну из автобиографий Наполеона. Популярная «Кратка всемирна история» (1831) была издана только после смерти Г. Магара́шевича. 
Из его работ были наиболее известны: 
- «Словарь латино-немецко-сербский» (до Interea; рукопись принадлежала обществу «Матица»),
- «Кратка всемирна история» (Буд., 1831),
- «История славенскогъ и србског народа»,
- «История найважнии политичны Европейскы приключения от Виенскогъ мира 1809 до 1821»,
- «Нове историческе памятодостойности живота Наполеона Бонапарте» (с нем. Буд., 1822),
- «Дух списания Доситеевы» (Буд., 1830).